# Dean W. Smith
Dean W. Smith (Mascoutah (Illinois), ? ) is een Amerikaans componist, muziekpedagoog en trombonist.

## Levensloop
Smith studeerde trombone, muziektheorie en compositie aan de Murray State University in Tishomingo (Oklahoma) en behaalde in 1987 zijn Bachelor of Music aldaar. Vervolgens studeerde hij aan de Staatsuniversiteit van Louisiana in Baton Rouge, waar hij zijn Master of Music in 1989 behaalde. Tot zijn docenten behoorden Ran Conklin, Dennis Johnson, Larry Campbell, Doug Sertle en Sammy Nestico. 
Als trombonist speelde hij met het "Paducah Symphony Orchestra", het "Evansville Symphony Orchestra", het orkest van de "Baton Rouge Symphony and Opera company",  de "Blue Ribbon Dixieland Band" en het "Mirage Jazz Quintet". In 1989 werd hij trombonist bij de orkesten van de United States Air Force en daar eerst lid van de "Band of the East at McGuire Air Force" in New Jersey. In 1991 werd hij lid van de "Band of Liberty at Hanscom Air Force Base" in Massachusetts. Van 1994 tot 1997 was hij solo trombonist van de "United States Air Forces in Europe Band" at Ramstein Air Base en maakte concertreizen door heel Europa. Sinds 1997 is hij componist, arrangeur en trombonist bij de "United States Air Force Band of Mid-America at Scott Air Force Base in Belleville (Illinois). 
Smith docent voor trombone aan de McKendree Universiteit in Lebanon, Illinois.
Als componist schrijft hij stukken voor harmonieorkest, jazzbands en kamermuziek voor zowel schoolorkesten alsook professionele harmonieorkesten van het leger. 

## Composities

### Werken voor harmonieorkest
- A Christmas Opener
- A Moment of Air Force Valor
- American Tribute to Song
- Armed Services Medley
- Fanfare and US National Anthem
- Festival of Carols
- Globemaster III - Fanfare and March
- Journey to the Cathedrals, voor harmonieorkest (won de eerste prijs tijdens het U.S. Armed Forces Composition Contest in 2008)
  1. St. Basils Moscow
  2. Westminster Abbey
  3. Duomo Milano
  4. Dom Kirch Cologne
  5. Notre Dame
- Spirit of America
- The Pledge
- Twas the Night Before Christmas
- Undaunted Courage (won de tweede prijs in de 2005 Armed Force’s Composition contest)

### Kamermuziek
- 10 Fanfares, voor koperkwintet
- Beschluss, voor koperkwintet
- BogorodditsyeDeYvo, voor koperkwintet
- Cantate Domine Canticum Movum, voor koperkwintet
- Carol of the Russian Children, voor koperkwartet
- Ceremonial Interludes, voor koperkwintet
- God of Our Fathers, voor koperkwintet
- Have Yourself a Merry Little Christmas, voor koperkwartet
- Jamaica Farewell, voor koperkwintet
- Mamselle, voor tubakwartet
- Shoot False Love, voor koperkwintet
- The 7th Fanfare, voor koperkwintet
- The Silver Swan, voor koperkwintet
- The Thoroughbred, voor tromboneensemble
- Why Me, voor koperkwintet